# Cantemir (cartier, Galați)
Cantemir este un cartier situat în sudul orașului Galați, pe teritoriul județului Brăila. Va fi cartierul ce va uni Galațiul cu Brăila în Zona metropolitană Dunărea de Jos